# Ludovic Janvier
Ludovic Janvier (Párizs, 1934 – Párizs, 2016. január 20.) francia író, költő, esszéista.

## Élete
Janvier a haiti író és politikus Louis Joseph Janvier unokája volt. Tanulmányait részben Párizsban, részben Bordeaux-ban végezte, majd francia irodalmat tanított a Párizs VIII. Egyetemen, ahol többek között Gilles Deleuze és Michel Foucault is oktatott. Mint regényíró, esszéista és költő volt ismert - elsősorban hazájában, magyarul nem jelentek meg kötetei. Néhány versét magyarul Lackfi János, Tóth Krisztina és Csontos János tolmácsolásában olvashatjuk. A közönség elé először az 1960-as években lépett két esszékötetével Samuel Beckettről.
2016. január 20-án Párizsban hunyt el rákban.

## Művei

### Regények
- La Baigneuse, Gallimard, 1968
- Face, Gallimard, 1974
- Naissance, Gallimard, 1984
- Monstre, va, Gallimard, 1988
- La Confession d'un bâtard du siècle, Fayard, 2012

### Elbeszéléskötetek
- Brèves d’amour, Gallimard, 1993
- En mémoire du lit, Brèves d'amour 2, Gallimard, 1996
- Encore un coup au cœur, Brèves d'amour 3, Gallimard, 2002
- Tue-le, Gallimard, 2002
- Apparitions, Brèves d'amour 4, Gallimard, 2016

### Verseskötetek
- La Mer à boire, Gallimard, 1987.
- Entre jour et sommeil, Seghers, 1992
- Comme un œil, dessins de Jean-Marie Queneau, Vézelay, Éditions de la Goulotte, 1998
- Doucement avec l'ange, Gallimard, 2001
- Bon d'accord, allez je reste!, inventaire/invention, 2003
- Des rivières plein la voix, Gallimard, 2004 (Roger-Kowalski-díj)
- Une poignée de monde, Gallimard, 2006

### Tanulmánykötetek
- Une parole exigeante, Minuit, 1964
- Pour Samuel Beckett, Minuit, 1966
- Samuel Beckett par lui-même, Le Seuil, 1969
- Bientôt le soleil, Flohic Éditions, 1998

## Versei magyar nyelven
- A mező partján (Lackfi János ford.) A látogatás (1996) 169. o.
- Emma, tenger (Tóth Krisztina ford.) A látogatás (1996) 177. o.
- Ha föld nincs (Lackfi János ford.) A látogatás (1996) 178. o.
- Ha látni alig látunk (Lackfi János ford.) A látogatás (1996) 180. o.
- Innivaló tenger (Csontos János ford.) A látogatás (1996) 171–176. o.
- Jelentés a ruhákról (Lackfi János ford.) A látogatás (1996) 166. o.
- Kiáltásod alatt (Csontos János ford.) A látogatás (1996) 179. o.
- Legszebb fájdalmamat (Lackfi János ford.) A látogatás (1996) 167. o.
- Megint a ruhák (Tóth Krisztina ford.) Magyar Napló, 1996/1. 16. o.
- Megint a ruhák (Tóth Krisztina ford.) A látogatás (1996) 170. o.
- Mint a vakond (Tóth Krisztina ford.) A látogatás (1996) 181. o.
- Tenger-hiány (Lackfi János ford.) Műhely (kulturális folyóirat), 2002/2. 84. o.
- Vargabetű (Tóth Krisztina ford.) A látogatás (1996) 168. o.
- Vargabetű (Tóth Krisztina ford.) Magyar Napló, 1996/1. 16. o.

## Fordítás
- Ez a szócikk részben vagy egészben  a   Ludovic Janvier című német Wikipédia-szócikk ezen változatának fordításán alapul.  Az eredeti cikk szerkesztőit annak laptörténete sorolja fel. Ez a jelzés csupán a megfogalmazás eredetét és a szerzői jogokat jelzi, nem szolgál a cikkben szereplő információk forrásmegjelöléseként.
- Ez a szócikk részben vagy egészben  a   Ludovic Janvier című francia Wikipédia-szócikk ezen változatának fordításán alapul.  Az eredeti cikk szerkesztőit annak laptörténete sorolja fel. Ez a jelzés csupán a megfogalmazás eredetét és a szerzői jogokat jelzi, nem szolgál a cikkben szereplő információk forrásmegjelöléseként.